# Димитър Шопов (общественик)
Димитър Танчев (Танчов) Шопов е български общественик, деец на Македонските братства.

## Биография
Димитър Шопов е роден на 17 юли 1897 година в Кукуш, тогава в Османската империя, днес в Гърция. В 1912 година завършва с двадесет и шестия випуск Солунската българска мъжка гимназия.
Участва в Първата световна война като запасен подпоручик, взводен командир в Тридесет и трети пехотен свищовски полк. За отличия и заслуги през третия период на войната е награден с народен орден „За военна заслуга“, V степен.
В 1922 година завършва право в Софийския университет..
През април 1934 година, е избран за председател на Кукушкото благотворително братство. През септември същата година като представител и председател на братството подписва протестен протокол срещу Деветнадесетомайския преврат.